# 을지무공훈장
을지무공훈장(乙支武功勳章, Eulji Order of Military Merit)은 대한민국의 무공훈장의 5종 중 2번째 무공훈장이며, 전시 또는 전시에 준하는 비상사태 하에서 전투에 참가하여 그 무공이 뚜렷한 자에게 수여하는 훈장이다.

## 무공훈장의 등급
- 1등급  태극무공훈장(太極武功勳章, Taegeuk Order of Military Merit)
  - 1963년까지 금성 태극무공훈장, 은성 태극무공훈장, 무성 태극무공훈장으로 세분화 되어있었다.
- 2등급  을지무공훈장(乙支武功勳章, Eulji Order of Military Merit)
  - 1963년까지 금성 을지무공훈장, 은성 을지무공훈장, 무성 을지무공훈장으로 세분화 되어있었다.
- 3등급  충무무공훈장(忠武武功勳章, Chungmu Order of Military Merit)
  - 1963년까지 금성 충무무공훈장, 은성 충무무공훈장, 무성 충무무공훈장으로 세분화 되어있었다.
- 4등급  화랑무공훈장(花郎武功勳章, Hwarang Order of Military Merit)
  - 1963년까지 금성 화랑무공훈장, 은성 화랑무공훈장, 무성 화랑무공훈장으로 세분화 되어있었다.
- 5등급 인헌무공훈장(仁憲武功勳章, Inheon Order of Military Merit)
  - 1963년에 추가되었다.

## 상세
상훈법에 의거하면, 을지무공훈장은 무공훈장 2등급으로 인정된다.

## 같이 보기
- 대한민국 훈장의 수여 조건
- 대한민국의 훈장
- 레지옹 도뇌르 훈장[5]
- 명예 훈장[6]
- 은성 훈장[7]